# 点反演

一個五邊形幾何圖案的點反演。

在欧几里得几何中，点X关于一个点P的反演是点X*使得P是以X和X*为端点的线段的中点。换句话说，从X到P的向量同于从P到X*的向量。
给P的反演的公式是
x*=2P−x
这里的a，x和x*分别是P，X和X*的位置向量。
这个映射是等距对合仿射变换，它有唯一的一个不动点，就是P。
在奇数维的欧几里得空间中，它不保持方向。它是间接等距同构。
在几何上说，在3维空间中，它是绕通过P点的轴的180°角旋转，组合上在垂直于这个轴的经过P的平面上反射的总和；结果不依赖这个轴的方向（在其他意义上）。
与点反演密切相关的是关于平面的反射，它可以被认为是“面反演”。

## 关于原点的反演
关于原点的反演对应于位置向量的加法逆元，也就是乘以标量−1。这个运算交换于所有其他除了平移的所有其他线性变换。